# Щербатов, Константин Осипович
Князь Константин Осипович Щербатов (?—1696) — русский военный и государственный деятель, воевода, окольничий, наместник и ближний боярин во времена правления Алексея Михайловича, Фёдора Алексеевича, Ивана V и Петра I Алексеевичей.
Старший сын воеводы князя Осипа Ивановича Щербатого.

## Биография
Во время поездки Государя в село Хорошево оставался в Москве для её бережения (29 марта 1649). В свободное от воинской службы время исполнял дворцовые обязанности (1649-1670).
В 1655 году стольник, воевода на службе в Смоленске, в походе на поляков, в полку своего отца Осипа Ивановича Щербатого, в том же походе в полку Государя (1656). Отправляется в Киев водным путём с пешими людьми и с нарядом в войска В.В. Шереметьева (1660). Местничал с князем Юрием Алексеевичем Долгоруковым (1660). Приехал в Севск в товарищи к П. В. Шереметьеву и привёз новое знамя (4 июня 1664). При получении известия о бунте казаков отправлен из Киева с 2000 ратными людьми к Переяславлю, и оттуда пошёл к Песчанову для усмирения бунта (1666). В конце 1666 года был отправлен на Левобережную Украину, где участвовал в подавлении восстания гетмана Ивана Брюховецкого. В апреле 1667 года разбил один казацкий отряд под Почепом, затем в июне — другой отряд казаков под Новгород-Северским, после чего двинулся на Трубчевск. Назначен в Брянск осадным воеводою (2 мая 1668). Стольник, дневал и ночевал при гробе царевича Алексея Алексеевича (19 января, 2 и 16 февраля 1670).
В 1670 году участвовал в подавлении крестьянского восстания под руководством Степана Разина. Назначен товарищем (заместителем) боярина князя Юрия Алексеевича Долгорукова — главного воеводы царской армии в борьбе против разинцев. 30 сентября, соединившись с отрядом думного дворянина Фёдора Леонтьева, разбил большой отряд повстанцев при селе Панове; 5 октября самостоятельно разгромил другой повстанческий отряд у деревни Исуново, под Арзамасом; 13 октября разгромил третий отряд восставших в селе Пое, на саранской дороге. Остановив продвижение повстанческих отрядов на Арзамас, отправился в село Мурашкино, где находился один из крупных центров восстания; 22 октября в пяти верстах от Мурашкино встретил и обратил в бегство сторожевые посты мятежников. В трёх верстах от Мурашкино царские войска натолкнулись на главные силы разинцев, располагавшие артиллерией. Произошёл ожесточённый бой, в котором правительственные отряды разгромили мятежников, взяли 21 пушку, 18 знамён и 61 пленника. В этом бою потеряли убитыми двух и ранеными 48 человек. От Мурашкина двинулся на торговое село Лысково и 24 октября вынудил его сдаться.; 28 октября со своим отрядом прибыл в Нижний Новгород, где остановился на три дня «для расправы» на мятежниками. По его приказу многие горожане участники восстания были повешены, казнены и четвертованы. Из Нижнего Новгорода двинулся в его уезд, который вместе с Фёдором Леонтьевым полностью очистил от мятежников. В конце декабря князь Долгоруков отправил князя Щербатого под Пензу, чтобы очистить окрестности города от повстанческих отрядов; 12 декабря разбил мятежников в «поле», в окрестностях Троицкого острога, затем вытеснил их из этой крепости, осадил и заставил сдаться Пензу. За успешные действия против повстанцев пожалован серебряным кубком и денежной придачей к окладу. Пожалован в окольничии 3 августа 1670 года; 10 марта 1671 года назначен первым воеводой в Псков. Приглашён к столу Государя и пожалован за низовой поход: шуба соболья под золотым атласом цена 146 рублей, серебряный кубок и денежной придачей в 60 рублей (19 марта 1671). Первый воевода в Пскове (июнь 1671—1673), потом судья в Ямском приказе. Исправлял при Государе должность окольничего, участвовал в царских поездках, приёмах послов и нередко обедал с Государём, где обсуждал государственные дела (1673-1675). По вестям из Смоленска назначен воеводою правой руки с Новгородским полком (сентябрь 1674). Велено ему быть в товарищах к боярину Петру Васильевичу Шереметьеву (1675). Первый воевода в Астрахани (1676—1677). В 1677 году царское правительство получило донесение о том, что яицкие казаки под руководством Василия Киселёва захватили Гурьев городок, где взяли казну, пушки и винец, разорили крепость и расположились станом на Каменном острове в устье Яика. По царскому указу он отправил против мятежников 800 стрельцов. В 1678 году был назначен третьим воеводой Большого полка в походе против турок и крымцев. Местничал с Леонтием Романовичем Неплюевым (1678).
Окольничий, дневал и ночевал при гробе царя Фёдора Алексеевича (1 мая 1682). Сохранилось известие, что в день смерти царя Фёдора он смог уговорить присягнуть Петру Алексеевичу один из стрелецких полков — полк Карандеева. В день коронации Ивана и Петра Алексеевичей пожалован из окольничих в бояре (29 июня 1682). В 1683—1685 годах был воеводой в Енисейске. Участвовал в крымском походе в товарищах у князя В.В. Голицына в Большом полку, за что получил в награду золотым на соболях кафтаном, золотым кубком и новой прибавкой в 150 рублей к денежному окладу. Ближний боярин, наместник Белгородский, присутствовал на Раде избравшим Мазепу в гетманы (1687). Сопровождал Петра I в Архангельск, но оттуда отпущен в Москву (июль—сентябрь 1693).
Имел поместья в Тверском уезде, которые выменял на поместья в Верейском уезде (1695).
Скончался 23 сентября (3 октября) 1696 года, не оставив после себя потомства.

## Семья
Женат был трижды:
1. Мария Львовна урождённая Плещеева — дочь Л. А. Плещеева, в 1-м браке за князем Василием Борисовичем Хилковым.
2. Авдотья Петровна урождённая княжна Прозоровская (с 1674) — дочь князя Петра Семёновича Прозоровского Большого и Варвары Андреевны урождённой княжны Урусовой.
3. Прасковья Ивановна урождённая княжна Барятинская (с 1686) — в 1-м браке за князем Петром Фёдоровичем Мещерским, дневала и ночевала при гробе царевны Татьяны Михайловны (04 и 23 сентября 1706).